# あなたのブルース
「あなたのブルース」は、1968年（昭和43年）6月1日に矢吹健がリリースしたデビューシングル、ならびに同シングルのA面楽曲のタイトルである。

## 概要
ユニオンレコードが矢吹健のデビューシングルとしてリリースしたオリジナル楽曲によるシングルレコードである。作詞・作曲・編曲は、B面「忘れないよ」（わすれないよ）も含め、すべて藤本卓也が手がけた。リリースナンバーはUS-582-J、定価は370円。
表題楽曲のA面は、水原弘の「黒い花びら」あたりの流れを汲む3連バラード曲（ロッカーバラード）。"ミスティ・ヴォイス"と銘打たれた矢吹健の歌唱と女声コーラスが特徴的である。
発売したこの年に矢吹健は、東京・新宿の東京厚生年金会館で行なわれた新人歌手を対象とした第1回新宿音楽祭で、はつみかんな（後のしばたはつみ）、久保内成幸とロマネスクセブンとともに、最高賞の金賞を獲得した。同年12月1日、第1回日本有線大賞で、「恋の季節」のピンキーとキラーズとともに本作により新人賞を獲得した。同年12月21日、東京・渋谷の渋谷公会堂で行われた第10回日本レコード大賞で、「くちづけが怖い」の久美かおり、「恋の季節」のピンキーとキラーズとともに、本作により新人賞（男性部門）を獲得した。
1969年（昭和44年）、本シングルのAB面両曲は、セカンドシングル「蒸発のブルース」、「うしろ姿」等とともに、ファーストアルバム『あなたのブルース』に収録された。また、矢吹健によるオリジナル音源は、2006年（平成18年）6月1日にリリースされた通販専用CDボックス『歌心 流行歌120選』、同年にリリースされた通販専用CDボックス『演歌の頂天』、2008年（平成20年）2月にリリースされた通販専用CDボックス『魅惑のムード歌謡デラックス』にもそれぞれ収録されている。
「あなたのブルース」の累計売上は150万枚に達する。

## 収録曲
- 両楽曲共に、作詞・作曲・編曲 : 藤本卓也

1. あなたのブルース（3分57秒）
2. 忘れないよ（3分27秒）

## カバー
他の歌手による表題楽曲のカバーは、1970年（昭和45年）3月5日、藤圭子が日本ビクターからリリースしたファーストアルバム『新宿の女 - “演歌の星”藤圭子のすべて』に収録されている。同アルバムはLPチャート1位を20週独占した。
1971年（昭和46年）7月に、本作と同じく藤本卓也が作詞・作曲を手がけたシングル「稚内ブルース」でキングレコードからデビューした原みつるとシャネル・ファイブが、同年にリリースしたファーストアルバム『稚内ブルース』で、矢吹健の「うしろ姿」とともに、本作をカバーしている。編曲はシングル「稚内ブルース」の編曲を手がけた船木謙一が行なった。
ほかにも、森進一、鶴岡雅義と東京ロマンチカ、天童よしみ、吉幾三、八代亜紀、バッキー白片とアロハ・ハワイアンズ、氷川きよしらがカバーしている。